# Ngarluma
Ngarluma är ett australiskt språk som talades av 21 personer år 1996. Ngarluma talas i Väst-Australien. Ngarluma tillhör de pama-nyunganska språken.